# Modelo de comunicación de Lasswell

Modelo de comunicación de Lasswell.

El modelo de comunicación de Lasswell (también conocido como la fórmula de comunicación de Lasswell) describe un acto de comunicación, el cual define: quién lo dijo, qué se dijo, en qué canal esté dicho, a quien se le dijo, y con qué efecto se dijo. Es considerado por muchos profesionales de la comunicación y de las relaciones públicas como "uno de los primeros y más influyentes modelos de la comunicación."  El modelo fue desarrollado por el politólogo americano y teórico de la comunicación Harold Lasswell en 1948, mientras era profesor de derecho en Yale Escuela de Ley. En su artículo de 1948 "La Estructura y Función de Comunicación en Sociedad", Lasswell escribió:
[Una] forma conveniente de describir un acto de comunicación es responder a las siguientes preguntas:
- ¿Quién?
- ¿Qué dice?
- ¿En qué canal?
- ¿A quién?
- ¿Con qué efecto?

En este mismo artículo es posible apreciar la presencia de las concepciones conductistas o behavoristas en el panorama científico de la época , las cuáles pretenden explicar el comportamiento de las masas como la respuesta ante distintos estímulos. 
Lasswell se dedicó a analizar las técnicas de propaganda de la guerra mundial, también analizó el fenómeno del liderazgo político. Así llega el estudio de los medios de comunicación que son el canal por el cual se difunden los mensajes propagandísticos. Innegablemente el modelo de Lasswell es de gran importancia no solo para los estudios de la comunicación de masas sino para toda investigación en el campo de la comunicación a nivel mundial. Reproduce la comunicación como un proceso de transmisión lineal de un mensaje que parte del emisor hacia el receptor a través de un canal apropiado y con el código correspondientemente compartido por ambos agentes.

## Concepto y uso
Este modelo de comunicación verbal ha sido calificado como "un proceso lineal y unidireccional", "un proceso unidireccional", un "modelo de acción", un "clásico" de la teoría de los medios de comunicación, "una segmentación ampliamente utilizada del proceso de comunicación" y "una conceptualización simple, lineal y potencialmente hipodérmica de la comunicación".
El modelo organiza el "estudio científico del proceso de comunicación". El foco principal del modelo se desglosa por cada elemento de la comunicación: "'quién' se refiere al comunicador que formula el mensaje; 'qué' se refiere al contenido del mensaje; el 'canal' indica el medio de transmisión; 'quien' describe a un receptor individual o a la audiencia de la comunicación de masas; 'efecto' es el resultado del mensaje..." El movimiento del mensaje viaja desde el comunicador hasta la audiencia. Aunque este modelo representa un flujo de comunicación unidireccional, el "efecto" también se refiere a la retroalimentación en las relaciones públicas. El modelo puede ser utilizado en entornos pedagógicos para enseñar a los estudiantes principales elementos de un proceso de comunicación y como punto de partida para desarrollar la hipótesis. Uno de los elementos contextuales alrededor de los que este modelo se populariza es la intención de disminuir las brechas de la comunicación entre la sociedad civil y el gobierno. 
La importancia de este modelo es innegable no sólo en el ámbito de la Mass Communication Research sino en la investigación de la Comunicación a nivel mundial. La principal virtud de este modelo de la comunicación es que consiguió una primera y necesaria delimitación de los elementos (al menos algunos de ellos) que componen el proceso comunicativo. Por otro lado, estructura los posibles estudios de la comunicación y los campos de investigación a los que corresponden.
| Cuestión         | Elemento    | Análisis                           |
| ---------------- | ----------- | ---------------------------------- |
| ¿Quién?          | Comunicador | Análisis de control                |
| ¿Dice Qué?       | Mensaje     | Análisis de contenido              |
| ¿En Qué Canal?   | Medio       | Análisis de medios de comunicación |
| ¿A Quien?        | Audiencia   | Análisis de audiencia              |
| ¿Con Qué Efecto? | Efecto      | Análisis de efectos                |

## Desarrollos y críticas
"La Estructura y Función de la Comunicación en la Sociedad" se reeditó y reimprimió en 1949, 1960, 1966 y 1971. Sin embargo, las preguntas y el modelo no cambiaron.
En inicio, el modelo pretendía ofrecerse como una herramienta para clasificar los estudios en comunicación de masas, así como para analizar las variables que determinan la transmisión de un mensaje. 
George Gerbner, el fundador de la teoría del cultivo, amplió el modelo de Lasswell en 1956 para centrar "la atención en la percepción y la reacción del perceptor y las consecuencias de la comunicación". En 1958, Richard Braddock sugirió que se ampliara el modelo para considerar dos elementos adicionales que, según Braddock, ignoraba: "con qué propósito" y "en qué circunstancias". El modelo de Braddock es más aplicable a la teoría del cultivo. Según el especialista de los medios de comunicación Michael Real: "los intentos posteriores de añadir una función de "entretenimiento" y una función de "publicidad" no consiguen captar la intención de Lasswell, pero proporcionan el mayor "uso y gratificación" que citan, por ejemplo, los telespectadores"
En 1993, estudiantes de comunicación Denis McQuail y Sven Windahl se refirieron al modelo de Lasswell "quizás la frase sola más famosa en búsqueda de comunicación." McQuail Y Windahl también consideraron el modelo como una fórmula que se transformaría en un modelo una vez que se dibujaran recuadros alrededor de cada elemento y las flechas conectaran los elementos. En 1995, Stanley Baran y Dennis Davis lo reconocieron como un modelo verbal del proceso de comunicación. En 2008, Greenberg y Salwen reconocieron que el modelo de comunicación de Lasswell ha sido ampliamente adoptado, pero expresaron "aunque el modelo de Lasswell llama la atención sobre varios elementos clave en el proceso de comunicación de masas, no hace más que describir áreas generales de estudio. No vincula los elementos con ninguna especificidad, y no existe la noción de un proceso activo".
Una de las críticas que se le hace las modelo de Lasswell es su simplicidad. Debido a su concepción conductista, este modelo presenta la comunicación como un proceso asimétrico, mecánico y manipulador. 